# Ugogoni
Ugogoni è una circoscrizione mista (mixed ward) della Tanzania situata nel distretto di Kongwa, regione di Dodoma. Conta una popolazione di 17 048 abitanti (censimento 2012).